# Carga em Kiswe
A carga em Kiswe teve lugar em 30 de setembro de 1918 na região de Hauran, cerca de 14 km  a sul de Damasco, na Estrada dos Peregrinos entre Daraa e Damasco, durante a perseguição às tropas otomanas e alemãs em retirada, levada a cabo pelo Corpo Montado do Deserto aliado que culminou com a Conquista de Damasco. A perseguição seguiu-se à vitória decisiva da Força Expedicionária Egípcia na Batalha de Megido, durante a fase final da Campanha do Sinai e Palestina da Primeira Guerra Mundial.
Quando o Corpo Montado do Deserto cavalgava na estrada principal entre Nablus e Damasco, unidades da 14.ª Brigada da 5.ª Divisão de Cavalaria da  Índia carregaram sobre a retaguarda otomana posicionada em Kiswe (Al-Kiswa) que protegia as colunas do Quarto Exército que retiravam em direção a Damasco.
A seguir às vitórias dos Aliados nas batalhas de Sarom e de Nablus, o que restava do Quarto Exército do Grupo de Exércitos Yıldırım retirou de Amã pela Estrada dos Peregrinos, via Daraa (capturada por forças árabes), ao mesmo tempo que o Sétimo e Oitavo exércitos otomanos retiraram dos montes da Judeia em direção a Damasco. As retaguardas montadas em Samakh, Tiberíades e em Jisr Benat Yakub (ponte das filhas de Jacó) foram capturadas pela Divisão Montada Australiana, com a 5.ª Divisão de Cavalaria indiana em reserva. No caminho para Daraa desde o rio Jordão, a retaguarda otomana posicionada em Irbid foi atacada pela 4.ª Divisão de Cavalaria indiana.
Uma parte do que restava das guarnições otomanas e alemãs derrotadas de Samakh e de Tiberíades, formadas com tropas do 7.º e 8.º exércitos e que tinham retirado de Jisr Benat Yakub, juntaram-se a tropas do 4.º Exército e entrincheiraram-se nos terrenos altos do Jebel el Aswad para protegerem a retirada do 4.º Exército na Estrada dos Peregrinos, que tinha logrado escapar à perseguição da 4.ª Divisão de Cavalaria indiana. A carga em Kiswe foi realizada pela 14.ª Brigada da 5.ª Divisão de Cavalaria indiana (sem a unidade dos Sherwood Rangers Yeomanry) e resultou na captura de parte da retaguarda otomana-alemã e na divisão desordenada em dois do que restava do 4.º Exército.